# Beymnet Gyrma Syjum
Beymnet Gyrma Syjum – król Etiopii z dynastii Zague. Panował w XI wieku jako następca Akotieta Dżana Syjuma. Etiopski historyk Taddesse Tamrat uważał, że król Beymnet Gyrma Syjum był synem Mara Tekle Hajmanota i młodszym bratem króla Tette Uyddyma Tser Asseggyda, a także ojcem Kedusa Harbe i Gebre Meskela, znanego bardziej jako Lalibela. Imię Gyrmy Syjuma nie pojawia się na dłuższej liście królów. Jego następcą miał zostać Jymryhane Krystos.